# Дубьонки (Дубьонський район)
Дубьо́нки (рос. Дубёнки, ерз. Дубинька) — село, центр Дубьонського району Мордовії, Росія. Адміністративний центр Дубьонського сільського поселення.

## Населення
Населення — 3325 осіб (2010; 3581 у 2002).
Національний склад (станом на 2002 рік):
- ерзяни — 85 %